# Stephen Vizinczey
Stephen Vizinczey (Káloz, 12 maggio 1933 – 18 agosto 2021) è stato uno scrittore ungherese naturalizzato canadese.

## Biografia
Le prime pubblicazioni di Vizinczey sono poesie che sono apparse nella rivista di György Lukács di Budapest Forum nel 1949, quando lo scrittore aveva 16 anni. Si laureò all'università di Budapest e studiò accademia di arte teatrale e cinematografica della città nel 1956. A quel tempo scrisse due trame dei suoi libri, L'ultima parola e Mama, che furono banditi dal regime comunista ungherese. Prese parte alla Rivoluzione ungherese del 1956, e dopo una breve permanenza in Italia, andò in esilio in Canada sapendo solo una cinquantina di parole di inglese, e alla fine prese la cittadinanza canadese. Imparò l'inglese scrivendo per il Canada's National Film Board e per la CBS. Nel 1966 si spostò a Londra.
Una delle sue opere più importanti è Elogio delle donne mature, romanzo di formazione (bildungsroman) nel quale il narratore ha incontri sessuali con donne sui 30-40 anni, in Ungheria, Italia e Canada. Nel 2001 fu tradotto per la prima volta in francese e diviene un best seller in Francia. Con questo libro l'autore vinse il Premio Elba. Ne vennero tratti due film: una prima produzione canadese e una successiva spagnola.
Un innocente milionario, il suo romanzo pubblicato per la prima volta nel 1983, racconta la storia di Mark Niven, figlio di un attore statunitense che conduce una vita incerta in Europa. Il libro è stato lodato dalla critica, inclusi gli scrittori Graham Greene e Anthony Burgess. Quest'ultimo ha scritto che Vizinczey potrebbe "insegnare all'inglese come scrivere in inglese".
Altre sue celebri opere sono The man with the magic touch (1994), If Only (2016), 3 Wishes (2020)
Vizinczey scrisse intolre due saggi su letteratura, filosofia e politica: Le Regole del Caos (The Rules of Chaos) (1962) e Verità e Bugie in letteratura (Truth and Lies in Literature) (1985).